# Communauté de communes du Vinobre
La communauté de communes du Vinobre est une ancienne communauté de communes française, située dans le département de l'Ardèche en région Auvergne-Rhône-Alpes.
La communauté de communes du Bassin d'Aubenas est créée en 2017 en fusionnant les communautés de communes du Pays d'Aubenas-Vals et du Vinobre.

## Historique
La communauté de communes a été créée le 31 mars 1999 ; elle prend le nom de Vinobre « en l'hommage du Mont Vinobre qui se trouve sur de nombreuses communes et sur le territoire de son siège social ».
Elle a connu quatre présidents : M. Naud, M. Gimbert, M. Chaze puis M. Jouffre.
Le schéma départemental de coopération intercommunale de 2015 prévoit la fusion avec les communautés de communes Ardèche des Sources et Volcans, Berg et Coiron, du Pays d'Aubenas-Vals et du Val de Ligne ; d'une population de plus de 60 000 habitants, cette structure peut devenir une communauté d'agglomération, les communes faisant partie intégrante de l'aire urbaine d'Aubenas. Cette fusion est pourtant obligatoire puisqu'elle ne satisfait pas à des critères dérogatoires, malgré une population comprise entre 5 000 et 15 000 habitants.
Un amendement, déposé et examiné par la commission départementale de coopération intercommunale, a abouti au maintien en l'état des communautés de communes Berg et Coiron, Ardèche des Sources et Volcans (sauf Astet, qui rejoint la future communauté de communes du plateau ardéchois, ainsi que Lachamp-Raphaël) et du Val de Ligne. La communauté de communes du Vinobre fusionnera uniquement avec celle du Pays d'Aubenas-Vals.

## Territoire communautaire

### Géographie
La communauté de communes se situe au centre-sud du département de l'Ardèche, à proximité d'Aubenas.

### Composition
La communauté de communes est composée des neuf communes suivantes :
| Nom                         | Code Insee | Gentilé                   | Superficie (km2) | Population (dernière pop. légale) | Densité (hab./km2) |
| --------------------------- | ---------- | ------------------------- | ---------------- | --------------------------------- | ------------------ |
| Saint-Sernin (siège)        | 07296      | Saint-Serniquois          | 5,78             | 1 678 (2014)                      | 290                |
| Ailhon                      | 07002      | Ailhonnais                | 7,80             | 569 (2014)                        | 73                 |
| Fons                        | 07091      | Fonsois                   | 4,03             | 321 (2014)                        | 80                 |
| Lachapelle-sous-Aubenas     | 07122      | Chapelluds                | 10,12            | 1 545 (2014)                      | 153                |
| Lentillères                 | 07141      |                           | 8,72             | 233 (2014)                        | 27                 |
| Mercuer                     | 07155      | Mercuerois                | 7,57             | 1 199 (2014)                      | 158                |
| Saint-Étienne-de-Fontbellon | 07231      | Stéphanois Fontbelliniens | 9,51             | 2 615 (2014)                      | 275                |
| Vinezac                     | 07343      | Vinezacois                | 10,91            | 1 353 (2014)                      | 124                |

### Démographie
| 1968  | 1975  | 1982  | 1990  | 1999  | 2008  | 2013  |
| ----- | ----- | ----- | ----- | ----- | ----- | ----- |
| 3 844 | 4 621 | 5 614 | 6 987 | 7 802 | 9 143 | 9 730 |

## Politique et administration

### Siège
Le siège de la communauté de communes est situé à Saint-Sernin.

### Les élus
La communauté de communes est gérée par un conseil communautaire composé de 24 membres représentant chacune des communes membres.
Ils sont répartis comme suit :
| Nombre de délégués | Communes                              |
| ------------------ | ------------------------------------- |
| 6                  | Saint-Étienne-de-Fontbellon           |
| 4                  | Lachapelle-sous-Aubenas, Saint-Sernin |
| 3                  | Mercuer, Vinezac                      |
| 1                  | Ailhon, Fons, Lentillères             |

### Présidence
Le conseil communautaire du 15 avril 2014 a élu son président, Franck Jouffre (élu à Lachapelle-sous-Aubenas et chargé de l'économie, de la culture et du sport), et désigné ses six vice-présidents qui sont :
1. Max Chaze (Saint-Sernin) : environnement et services techniques ;
2. Patrick Maisonneuve (Fons) : voirie, SPANC et communication électronique ;
3. Dominique Recchia (Saint-Étienne-de-Fontbellon) : petite enfance ;
4. Pierre Manent (Vinezac) : aménagement de l'espace ;
5. Jean-Paul Lardy (Ailhon) : tourisme et patrimoine ;
6. Didier Beral (Mercuer) : finances.

### Compétences
L'intercommunalité exerce des compétences qui lui sont déléguées par les communes membres.
- Développement économique : création, aménagement, entretien et gestion de zones d'activité économique, industrielle, commerciale, tertiaire, touristique, portuaire ou aéroportuaire ; actions de développement économique.
- Aménagement de l'espace : schémas de cohérence territoriale et de secteur ; création de zones d'aménagement concerté.
- Environnement et cadre de vie : assainissement non collectif ; traitement des déchets ménagers et assimilés.
- Sanitaires et social : centre intercommunal d'action sociale.
- Développement et aménagement social et culturel : activités culturelles, socioculturelles et sportives.
- Création, aménagement et entretien de la voirie.
- Tourisme.
- Programme local de l'habitat.

### Régime fiscal et budget
La communauté de communes applique la fiscalité professionnelle unique.

### Sources
- SPLAF (Site sur la Population et les Limites Administratives de la France)
- Base nationale sur l'intercommunalité